# Guillaume de Vallan
Guillaume de Vallan (mort en 1400) est évêque de Bethléem, évêque d'Évreux, confesseur du roi.

## Biographie
Guillaume est originaire de Vallan dans le diocèse d'Auxerre (Yonne).
Il se fait dominicain en entrant au couvent des Jacobins d'Auxerre.
Il devient docteur de l'université de Paris.
Vers 1373 il fait don à son couvent de tout ce qui a été mis à sa disposition pendant sa formation, et de la moitié de ce qu'il possèdera à sa mort.
Il devient confesseur du duc de Bourgogne Philippe le Hardi de 1371 environ jusqu'en 1382.
En juillet 1379 il reçoit l'évêché de Bethléem.
Philippe le Hardi le fait nommer confesseur du jeune roi Charles VI en 1380 ou peu après, à la place de Maurice de Coulange qui avait été confesseur de Charles V.
Guillaume de Vallan est nommé évêque d'Évreux,, le 2 décembre 1388. Il quitte rarement son diocèse ; en 1392 il est à Paris pour la translation des reliques de saint Louis alors qu'elles sont placées dans une châsse récemment faite sur ordre de Charles V. Et en octobre 1396 il célèbre l'office de la Toussaint à Auxerre, à la demande du chapitre auxerrois pendant l'absence de l'évêque d'Auxerre et confesseur du roi Michel de Creney.
Lorsqu'arrive l'affaire de l'Immaculée conception (1387-1389), il suit le dogme dominicain et prend le parti de Jean de Monzon (en) (qui soutient que l'idée de la conception de Marie sans péché est hérétique).
Il meurt le 23 avril 1400. Son obit est célébré dans la cathédrale d'Auxerre le 24 avril.

## Armoiries
Les armoiries de Guillaume de Vallan sont : « d'azur au chevron d'argent chargé de deux tourteaux de gueule et accompagné en chef d'une étoile d'or, et en pointe d'un croissant du même. »